# Agulla bractea
Agulla bractea is een kameelhalsvliegensoort uit de familie van de Raphidiidae. De soort komt voor in het zuidwesten van de Verenigde Staten.
Agulla (Agulla) bractea werd voor het eerst wetenschappelijk beschreven door Carpenter in 1936.